# Црква Светог Влаха у Градашници
Црква Светог Влаха налази се у селу Градашница, недалеко од Пирота.
Овај објекат, познат међу мештанима још и као Свети Власи или Манастирче, смештен је на десној обали Градашничке реке, пред сам почетак клисуре. Посвећен је Светом Власију, хришћанском епископу Севастије с краја 3. и почетка 4. века. Реч је о изузетно старој цркви чије се време изградње не зна, али је познато да је обнављана тридесетих година 20. века. По казивањима старијих мештана, у непосредној близини ове цркве налазило се и старо гробље. Радови на реконструкцији овог верског објекта започети су 2021. године.

## Галерија
- Црква Светог Влаха у фази реконструкције, фотографисано октобра 2022.